# WOBLA
Das WOBLA ist eine über Werbung finanzierte Wochenzeitung in Bamberg und der Region, die sich ausschließlich auf regionale Berichterstattung konzentriert. Sie wird jeden Mittwoch in einer Auflage von 89.601 Exemplaren kostenlos an alle Haushalte in und um Bamberg verteilt. Ihr Verbreitungsgebiet erstreckt sich auf die Stadt  Bamberg und deren Umgebung.
Berichtet wird über Politik, Wirtschaft, Sport und Bamberger Themen. Dazu kommen Rubriken wie Immobilien, Stellenmarkt, Kleinanzeigen, Kfz-Markt, Konzerte, Amüsantes und Ärgerliches. Der Umfang der Zeitung variiert zwischen 16 und 24 Seiten.

## Geschichte
Gegründet wurde die Zeitung 1981 in Bamberg als Wochenblatt Bamberg, im Volksmund „WOBLA“ genannt, mit einer Auflage von 62.200 Exemplaren. Sie sollte ein Anzeigenblatt mit redaktioneller Lokalberichterstattung werden. Die erste Ausgabe erschien am 30. September 1981. Später wurde der Titel der Zeitung  auf WOBLA geändert und die Auflage auf 89.500 Exemplare erhöht.

## Verlag
Die Zeitung wird von der Wochenblatt Bamberg GmbH, hinter der die Mayer & Söhne Druck- und Mediengruppe steht, herausgegeben. Sitz des Verlags ist Hallstadt. Zur Unternehmensgruppe gehören auch die Tageszeitung Aichacher Zeitung und die kostenlosen Wochenzeitungen Aichacher Anzeiger, Stadtzeitung Weißenburg, sowie die StadtZeitung Augsburg.

## Weitere Angebote des Verlags
Zu den Angeboten der Wochenblatt Bamberg GmbH gehören neben dem Anzeigenblatt WOBLA und dem Online-Portal www.wobla.net seit Mai 2014 ein mobiles Angebot mit eigener App.